# Kate Bush
Catherine Bush, más conocida como Kate Bush (Bexleyheath, Kent, 30 de julio de 1958) es una cantautora, artista, productora y actriz británica.
Debutó en 1978 con el sencillo «Wuthering Heights», que alcanzó el número 1 en las listas musicales británicas durante cuatro semanas, convirtiéndose en la primera cantautora en llegar al número 1 en Billboard y en la primera mujer en encabezar las listas de música en el Reino Unido con sus discos.
Tres de sus álbumes, Never for Ever (1980), Hounds of Love (1988) y The Whole Story (1986), alcanzaron el número 1 en ventas y, a lo largo de su trayectoria, publicó 26 sencillos, incluyendo canciones como «The Man with the Child in His Eyes», «Wow», «Babooshka», «Running Up That Hill», «Don't Give Up» o «King of the Mountain», que llegaron al Top 40.
En 2022, su canción Running Up That Hill ingresó nuevamente en las listas de popularidad, gracias a su aparición en un episodio de la cuarta temporada de la serie Stranger Things. Logró numerosas reproducciones y descargas en plataformas como iTunes y Spotify.
Considerada una de las máximas referentes del art pop es conocida por su letras no convencionales, estilo ecléctico, experimentación musical y temáticas literarias que han servido de inspiración para otros artistas de otros géneros y épocas como Ellie Goulding, Coldplay, Adele y Björk.
Fue nominada a 13 premios de la Industria Fonográfica Británica, ganando el premio a mejor artista femenina en 1987, y nominada a 3 premios Grammy. En 2002, obtuvo el premio Ivor Novello por su contribución a la música británica. En 2013, fue condecorada por la monarquía británica, como Comendadora de la Orden del Imperio Británico, ceremonia presidida por la reina Isabel II. Fue nominada 2 veces, en 2018 y 2021, para su inclusión, finalmente, en 2023, en el Rock and Roll Hall of Fame.

## Biografía

### (1958-1974) Primeros años
Catherine Bush nació el 30 de julio de 1958 en Bexleyheath, en Kent, Reino Unido, en el seno de una familia de clase media, ya que su padre Robert Bush era médico de cabecera, quien estaba casado con Hannah Bush, una enfermera irlandesa hija de un granjero de County Waterford.
La familia vivía en una granja familiar en East Wickham, donde también crecieron los hermanos mayores de Catherine, John y Paddy Bush. Catherine pasó los años de su niñez en St. Joseph's Convent School, donde estudió violín y piano, y fue criada bajo el catolicismo.
La familia Bush además fue clave en la crianza musical de Kate, ya que Hanna Bush era una bailarina tradicional de la cultura irlandesa, Robert Bush era pianista aficionado, Paddy era lutier (fabricante y reparador de instrumentos musicales acústicos) y John era poeta y fotógrafo, además de que ambos hermanos eran conocidos en la escena folk local.

### (1975-1977) Inicios de carrera musical
A la edad de 16 años fue descubierta por David Gilmour de Pink Floyd, quien quedó asombrado con el talento de la joven Cathy. Logró entonces, por mediación de Gilmour, grabar algunas de sus canciones y, pronto, la discográfica EMI se interesó por sus composiciones. Sin embargo, una vez que Cathy se introdujo en la escena musical consideró a partir de ese momento tomar el nombre de Kate, firmó un contrato con la casa de discos, no se sumergió directamente en la grabación de su primer trabajo, sino que durante tres años recibió clases de mimo, danza y canto, de manera que pudo desarrollar con creces sus aptitudes y lograr un conocimiento musical profundo.[cita requerida]

### (1978-1979):The Kick Inside y Lionheart

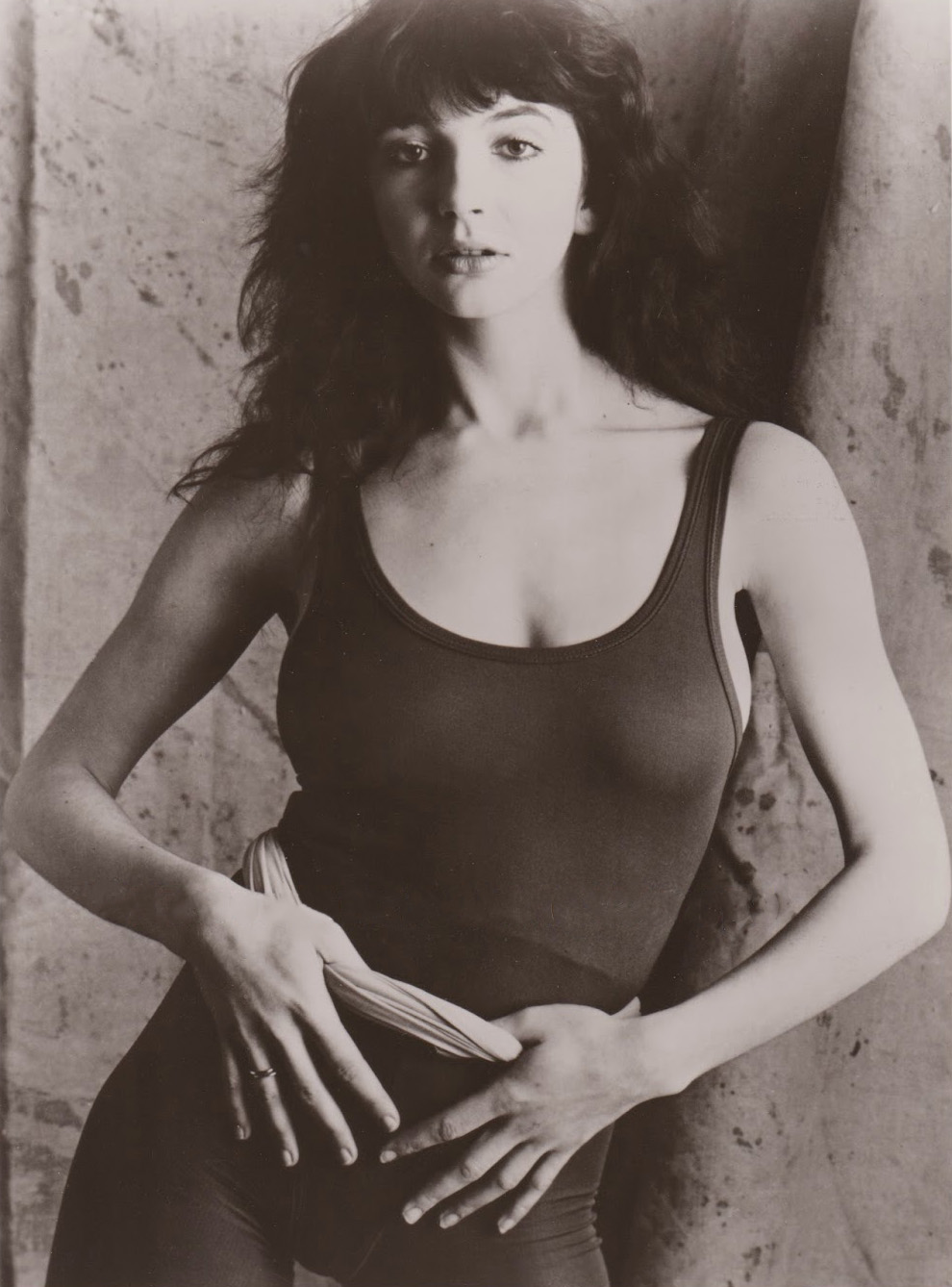
Bush en 1978 con 19 años. Foto promocional de su álbum debut, cortesía de EMI.

Llegada a la edad de 19 años, Kate Bush se embarcó en la difícil tarea de registrar sus canciones en el que sería su primer álbum, lanzado en 1978, The Kick Inside, que supuso una propuesta alternativa en un momento en el que el mundo parecía vacilar entre la agitación punk y el disco-pop más descarado. Ciertamente, algunas de las canciones de The Kick Inside pueden llegar a resultar difíciles al escucharlas por primera vez. Combina baladas románticas con aires de rock psicodélico, folk y reggae. 

Canciones como la jubilosa «Kite», la fantasmal «Moving» o «The Man With The Child In His Eyes», podrían considerarse algunos de los momentos más significativos del disco, en el cual la particular voz de Kate se apoya en una producción que combina pianos, violines y guitarras psicodélicas.[cita requerida]

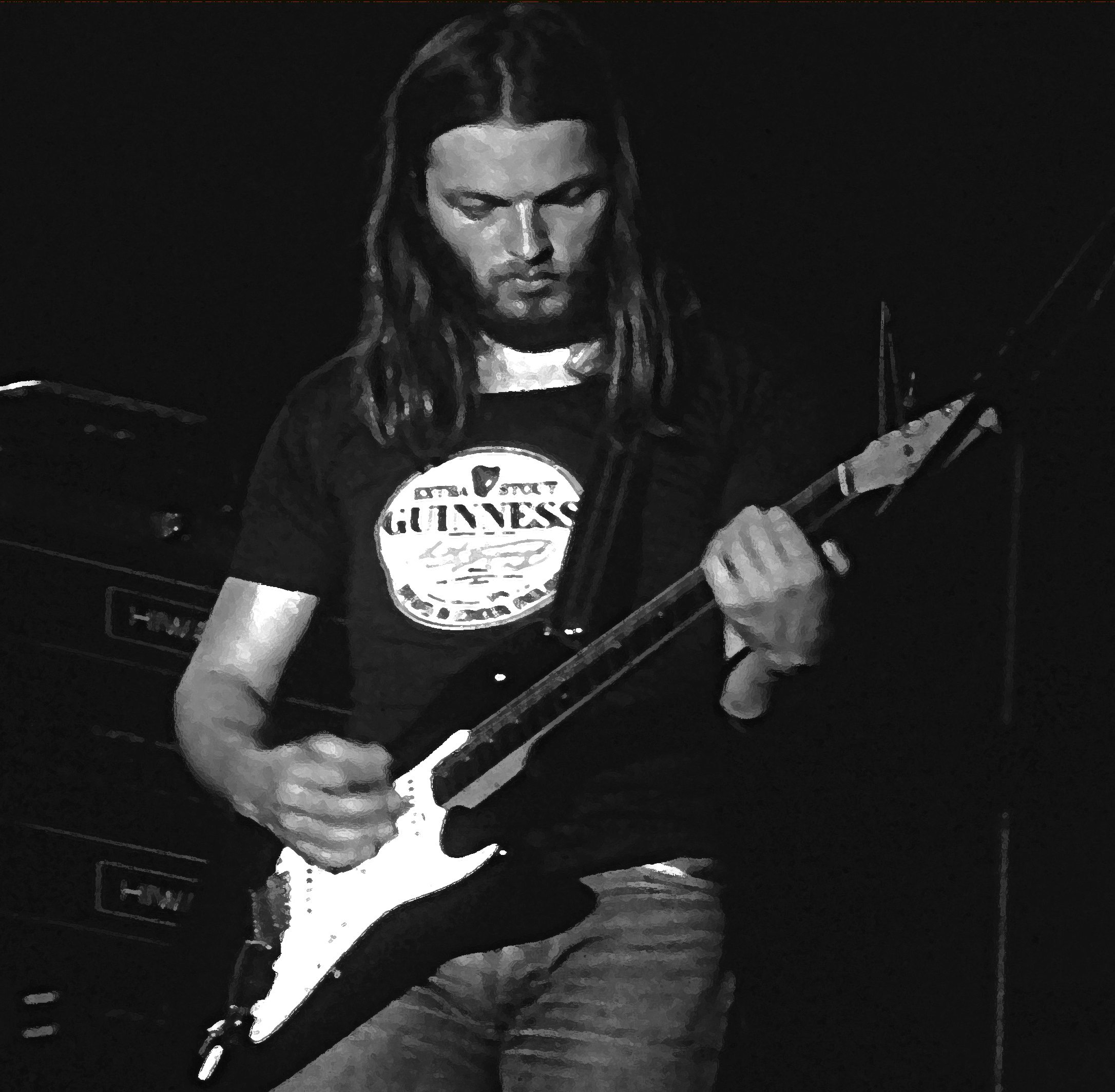
Gilmour tocando una stratocaster, años 70

Si una canción puede representar significativamente el éxito inesperado de Kate Bush, quizás sea el sencillo «Wuthering Heights»: el tema, inspirado en la trágica historia de amor de Cathy y Heathcliff, personajes de la novela Cumbres Borrascosas, de Emily Brontë (en concreto en la aparición onírica del personaje de Cathy a otro personaje secundario), se convirtió en uno de los sencillos más exitosos en las listas musicales europeas, llegando a alcanzar el n.º 1 de la lista de sencillos británica durante varias semanas. Nunca más Kate Bush llegaría tan alto en las listas musicales. El videoclip lanzado para la promoción muestra a una jovencísima Kate Bush caracterizada como un espectro que danza atormentado en un paisaje de niebla.[cita requerida]
Unos meses después del éxito de The Kick Inside salió a la venta su segundo trabajo. Lionheart presentaba en la portada a una Kate Bush disfrazada de león en una postura a medio camino entre defensiva y provocativa. El contenido del álbum continuaba el estilo de su predecesor: presencia generalizada de baladas sensuales y cargadas de cromatismos y matices, con el acompañamiento casi constante del piano. Sus sencillos «Symphony In Blue», «Wow» y la trágica «Hammer Horror» no alcanzaron lo más alto de las listas de ventas, pero la popularidad de Kate Bush se afianzó. La temática de las canciones es sorprendente y variopinta: Bush canta acerca de Peter Pan, los filmes de terror gótico y trata temas como la homosexualidad («Kashka From Bagdad») o la sexualidad en general («Symphony In Blue»).[cita requerida]

### (1980-1984):Never for EveryThe Dreaming

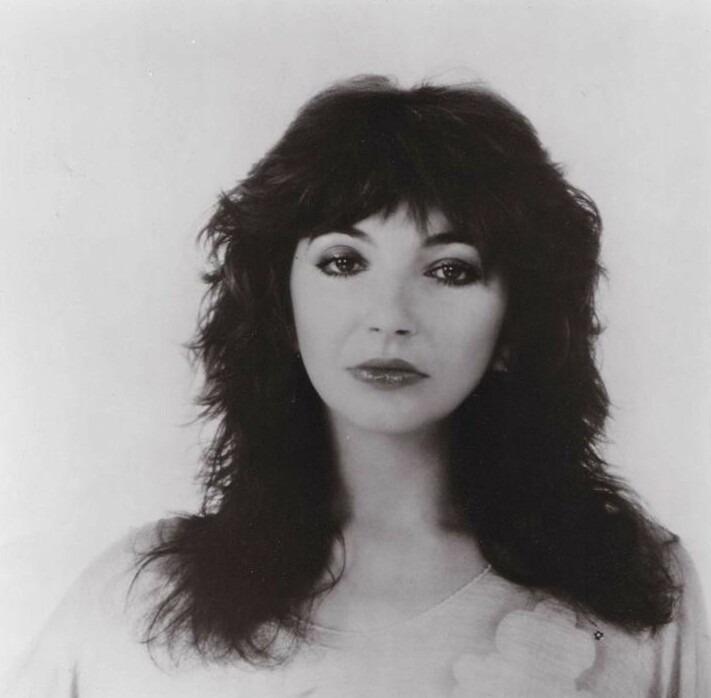
Bush en 1982, foto publicitaria de su disco The Dreaming de 1982, cortesía EMI.

Será en 1980 cuando Kate Bush decida dar un giro a su forma de concebir canciones: Never for Ever, su tercer trabajo, fue compuesto y grabado empleando casi exclusivamente sintetizadores y cajas de ritmos. El abandono progresivo del piano clásico impulsó el uso casi sistemático de nuevos instrumentos electrónicos, que permitieron a la cantante ampliar sus horizontes sonoros y crear nuevos efectos. Las canciones viajan por territorios tan dispares como la balada folk («Army Dreamers»), los experimentos corales («Night Scented Stock»), o el pop impregnado de sonidos medievales y orientales («All We Ever Look For», «Babooshka»).[cita requerida]
Never for Ever permitió a Kate Bush regresar a los primeros puestos de las listas. Los sencillos alcanzaron ciertamente popularidad, pese a que en esta ocasión los temas tratados mostraban ya las inquietudes y opiniones de Bush: «Army Dreamers» esconde, bajo su delicado aire de vals, una crítica al sistema británico y «Breathing» reflexiona sobre los peligros de una catástrofe nuclear. «Blow Away» es un tributo dedicado a un amigo íntimo fallecido.[cita requerida]
Posiblemente sea este el álbum más controvertido de Kate Bush: lanzado en 1982, supuso la primera vez que la artista tomó personalmente las riendas de la producción, dando a luz un trabajo laberíntico y lleno de sonidos que deleitaron a algunos y desconcertaron a otros. El camino a la experimentación abierta con Never for Ever daba sus frutos: Bush volvió a usar el sintetizador Fairlight CMI y la voz de la cantante se puso al servicio de las composiciones.[cita requerida]
Los aborígenes australianos («The Dreaming»), la guerra del Vietnam («Pull Out The Pin»), o el cine de Kubrick («Get Out Of My House») son algunos de los temas tratados a lo largo de las diez canciones del álbum que, pese a recibir numerosas críticas que tildaban a Bush de excéntrica y excesiva, alcanzó el tercer puesto de las listas británicas. El sencillo «Sat In Your Lap» significó el mayor triunfo de The Dreaming.[cita requerida]

### (1985):Hounds of Love

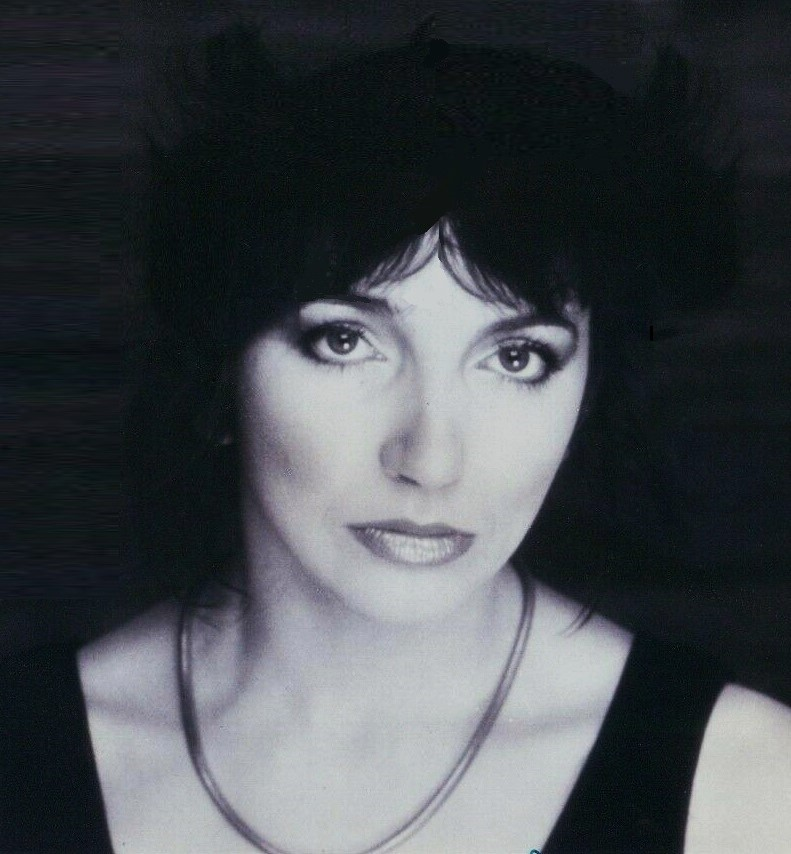
Bush en 1985, fotografía promocional de "Hounds of Love", cortesía de EMI.

Tras el bajo rendimiento crítico y comercial de The Dreaming, Bush optó por encerrarse en su hogar: allí instaló un estudio de grabación personal de 48 pistas. Se rodeó de amigos y de instrumentos musicales de todo tipo y, lentamente, durante casi tres años, gestó Hounds of Love, que le devolvió el reconocimiento de la crítica y el aplauso del gran público. Hounds of Love es una colección de canciones organizada en dos partes, como si de una suite se tratase: la primera parte está integrada por varios cortes pop de distinto estilo (la sinfónica «Cloudbusting», «Running Up That Hill» o «The Big Sky»).[cita requerida]
La segunda parte se titula The Ninth Wave y relata, de forma difusa, a lo largo de las canciones, la historia de una mujer perdida en el océano: sus pensamientos, delirios y vivencias quedan recogidos en temas como «Watching You Without Me», «Under Ice» o «The Morning Fog». La voz de Bush alcanza en este álbum quizás sus registros más sorprendentes y emocionantes.[cita requerida]
Aires celtas, inspiración oriental, clasicismo sinfónico e incluso hard rock parecen combinarse en una coctelera musical que da como resultado el trabajo más aplaudido hasta la fecha de la cantante británica. En Inglaterra alcanzó ventas millonarias y, en los Estados Unidos, supuso su primer gran éxito: los sencillos «Running Up That Hill» y «Cloudbusting» gozaron de una gran difusión en las radios y canales televisivos.[cita requerida]

### (1989-1993):The Sensual WorldyThe Red Shoes

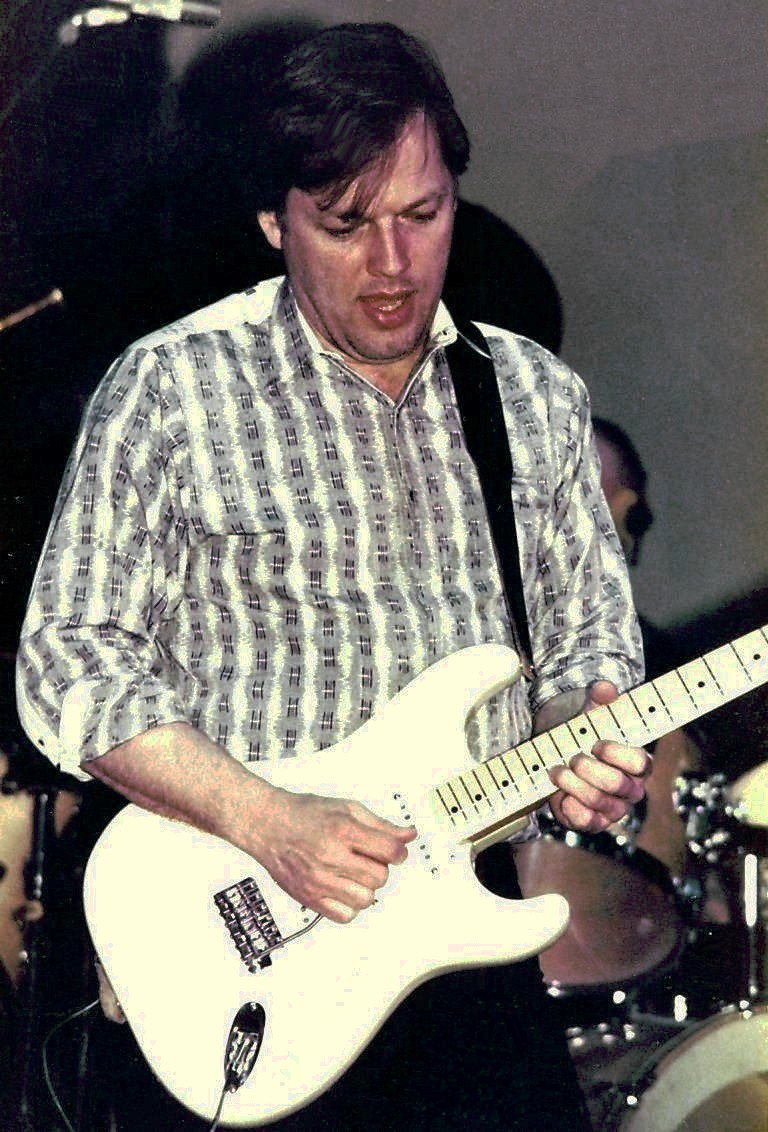
Gilmour, su mentor, en 1984.

Como broche a su fructífera producción musical, durante la década de los ochenta, Kate Bush editó en 1989 su sexto álbum, The Sensual World. Once canciones conforman el, hasta entonces, disco más accesible y ameno de la artista. Los temas están producidos transformando sonidos más propios del folk y la world music en canciones pop. La voz de Kate recorre en este álbum múltiples registros: susurros en «The Sensual World», energía en «Love And Anger» (en la cual David Gilmour, toca la guitarra) o armonías a capela en «Rocket's Tail» (acompañada por el Trío Bulgarika).[cita requerida]

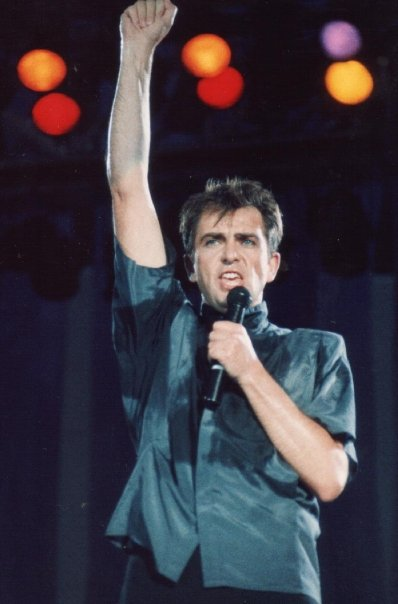
Peter Gabriel en 1986.

En The Sensual World abandona, en parte, la línea de sus trabajos anteriores para dar a luz canciones cargadas de personalidad, pero carentes del hasta entonces casi inevitable aura de extravagancia. Los temas «The Sensual World», «This Woman's Work» y «Love And Anger» tuvieron notable éxito en Gran Bretaña, donde el álbum logró situar de nuevo a Bush en lo más alto de las listas de éxitos.[cita requerida]
En los últimos años de la década de los ochenta, Kate Bush colaboró con otros artistas, como Peter Gabriel, con quien grabó en 1987 el exitoso dueto «Don't Give Up». Sin embargo, tras The Sensual World, pasaron cuatro años, hasta 1993, en que fue lanzado el que sería su séptimo disco de estudio, titulado The Red Shoes. Este es, hasta la fecha, su trabajo menos aclamado, quizá porque en él Bush sacrificó gran parte de su original estilo para concebir un álbum alejado de aquel sonido. [cita requerida]
Algunos han afirmado que la causa de dicho cambio fue el deseo inicial de Bush de concebir un disco que pudiera ser interpretado con facilidad en directo; sin embargo, lo cierto es que todas las canciones del álbum formaban parte de un proyecto audiovisual titulado The Line, The Cross and The Curve, mediometraje musical protagonizado por la propia Bush, pero cuyo resultado no logró cubrir sus expectativas. Prince llegó a colaborar en una de las canciones, aunque los temas más destacables del álbum son la roquera y alocada «Rubberband Girl» y la emocionante balada «Moments Of Pleasure», dedicada a sus familiares y amigos fallecidos, con orquestación a cargo de Michael Nyman.[cita requerida]
The Red Shoes decepcionó a la crítica y a muchos fanes, y Kate Bush decidió tomarse un tiempo para descansar y alejarse del mundo musical: este aislamiento, en principio proyectado como breve, se prolongaría durante casi 12 años.[cita requerida]

### (2005-2009): Vuelta a la música yAerial

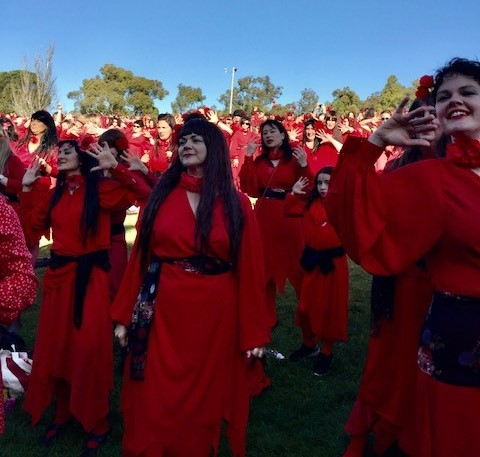
Fans de Bush en Melbourne conmemoran el día de Kate Bush vestidas como en su video "Wuthering Heights" de 1978, 2016.

Finalmente, tras ese largo paréntesis de casi 12 años sin hacer acto de presencia en eventos sociales, ofrecer conciertos o conceder entrevistas, Kate Bush rompió su aislamiento y silencio en noviembre de 2005, lanzando al mercado su octavo trabajo de estudio, titulado Aerial, producido por ella misma. 
De nuevo Kate recurre al concepto de obra dividida en dos partes (como en su anterior trabajo Hounds of Love), por medio de dos discos titulados A Sea of Honey y A Sky of Honey, respectivamente. Algunos críticos han aclamado el trabajo de Bush, considerándolo un fabuloso retorno a la altura de sus mejores obras. En este sentido, a las pocas semanas de su lanzamiento logró posicionarse en el tercer puesto de la lista de ventas británica.[cita requerida]
A Sea of Honey (Un mar de miel) es una colección de canciones de corte pop, impregnadas del ya clásico misterio y sensualidad de la música de Kate Bush. La producción alterna el sonido orgánico de instrumentos reales con algunos toques de electrónica puntuales. El sencillo «King Of The Mountain» es una extraña oda dedicada a un Elvis Presley supuestamente aún vivo, oculto en las montañas. Construida sobre una base reggae, en la que sobresale una guitarra eléctrica algo desafinada, así como efectos de sonido que evocan el ulular del viento en las alturas.
En «π», Bush musita una larga lista, con 118 dígitos del número π, sobre una hipnótica base electrónica acompañada de guitarra acústica. «Bertie» se inspira en la polifonía renacentista. En ella, Bush narra la felicidad de ser madre, dedicando el tema a su hijo. «Mrs Bartolozzi», con solo voz y piano y un sonido próximo a Debussy, narra la historia de amor entre una camisa y una falda enredadas en el tambor de una lavadora. «Joanni» tiene como personaje central a Juana de Arco. El disco lo cierra la balada «A Coral Room», al parecer, dedicada a la fallecida madre de Bush.[cita requerida]

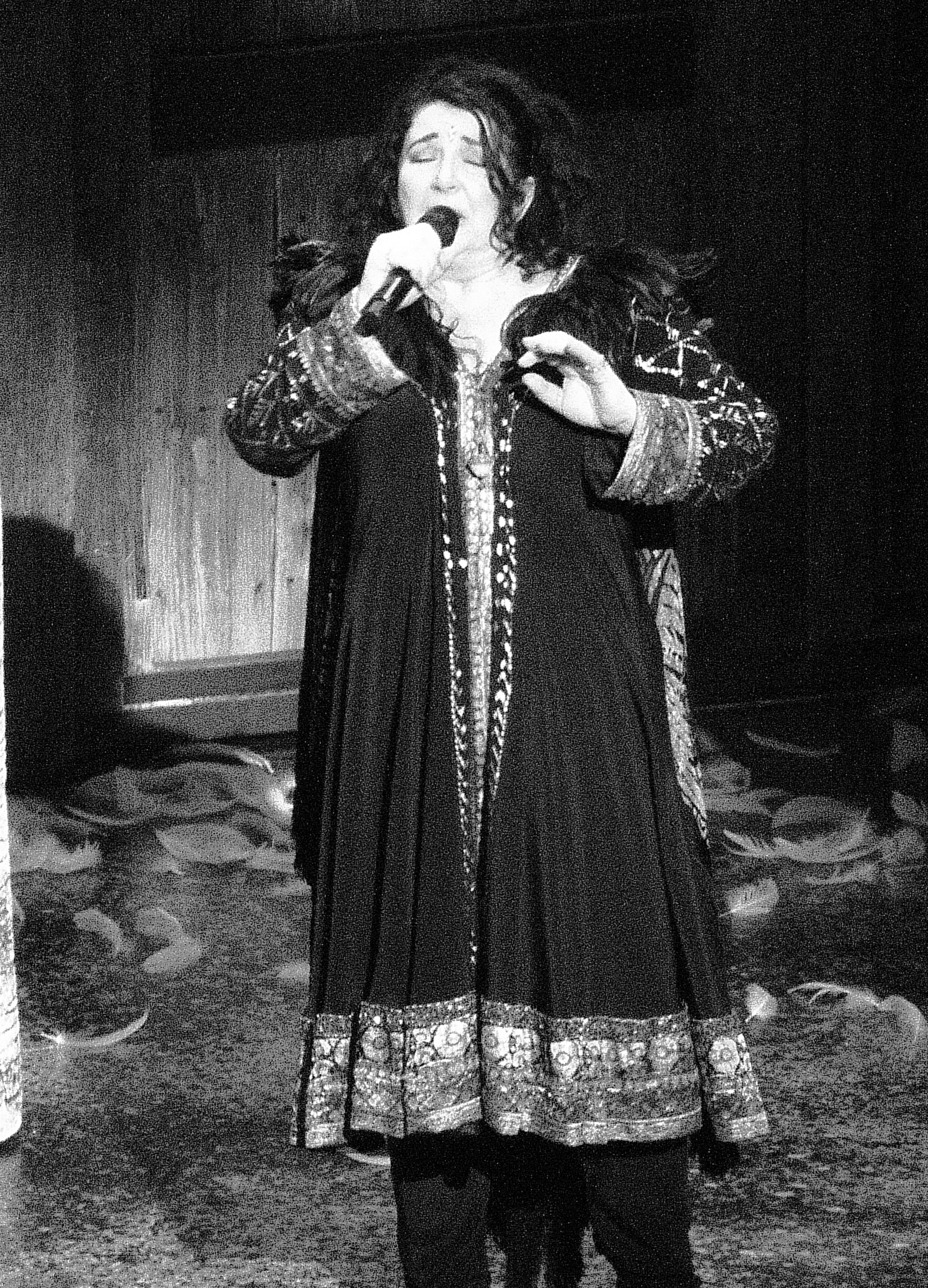
Bush en 2014. Gira The Dawn.

A Sky of Honey (Un cielo de miel), la segunda parte de Aerial, reúne varias canciones construidas en torno a un denominador común: el canto de los pájaros, que inspira algunos de los temas y acompaña en ciertos momentos el arranque o final de estos. Rolf Harris colabora en los cortes «An Architect's Dream» y «The Painter's Link», así como Michael Kamen, que dirige los arreglos orquestales de canciones como «Prologue» o «Nocturn». En «Aerial Tal», Bush imita el trino de las aves sobre el canto verdadero de un pájaro. 
Quizá el corte más logrado de esta segunda parte sea «Sunset»: inicialmente la voz de Bush entona una melodía sobre lo que parece un acompañamiento jazz que, hacia la mitad del tema, se transforma en una explosión rítmica de sonidos flamencos y brasileños, acompañada de jubilosos coros.[cita requerida]
Precisamente por Aerial, Kate Bush fue nominada a dos premios Brit en la ceremonia de 2006, en las categorías de Mejor Álbum Pop Británico y Mejor Artista Femenina Británica. Artistas como Tori Amos, Rufus Wainwright, Tricky, Björk, Angra, Within Temptation, Placebo o Allison Goldfrapp han demostrado su admiración hacia la figura de Kate Bush, una de las pioneras del pop experimental.

## Vida privada
Kate sostuvo una relación sentimental duradera con el ingeniero y bajista británico Del Palmer desde finales de los años 70 hasta principios de los 90, y luego se casó con su actual esposo, el guitarrista Danny McIntosh, con quien tuvo a su único hijo, el músico Bertie (nacido como Albert McIntosh Bush). Uno de sus sobrinos también es músico, el violinista Raven Bush, miembro del grupo indie británico Syd Arthur.

## Discografía
- 1978: The Kick Inside
- 1978: Lionheart
- 1980: Never for Ever
- 1982: The Dreaming
- 1985: Hounds of Love
- 1989: The Sensual World
- 1993: The Red Shoes
- 2005: Aerial
- 2011: Director's Cut
- 2011: 50 Words for Snow

## Giras y conciertos
Giras
- The Tour of Life (1979)[38][39]

Residencias
- Before the Dawn (2014)[40]